# Амузад, Рахман
Рахман Муса Амузад Халили (Амузадхалили) (перс. رحمان عموزاد خلیلی‎, род. 17 июля 2002 года, Халилшахр, Бехшехр, Мазендаран, Иран) — иранский борец вольного стиля, серебряный призёр летних Олимпийских игр 2024 года, чемпион мира и Азии.

## Спортивные результаты
- Серебряный призёр Олимпийских игр (2024)
- Чемпион мира (2022)
- Серебряный призёр Кубка мира (2022, в команде), бронзовый призёр Кубка мира (2020)
- Серебряный призёр Азиатских игр (2022)
- Чемпион Азии (2022, 2023, 2024)
- Чемпион мира среди юниоров (2021)
- Чемпион мира среди кадетов (2018, 2019)
- Чемпион Азии среди кадетов (2018, 2019)

### Видео
- Чемпионат мира 2022, вольная борьба, до 65 кг, финал: Рахман Амузад (Иран) - Джон "Янни" Диакомихалис (США)
- Рахман Амузад на чемпионате мира 2022 года

### Сайты
- Рахман Муса Амузадхалили — профиль на сайте International Wrestling Database (англ.)